# Modenas
Modenas is een auto-en motorfietsenfabriek uit Maleisië. Het merk is in het Westen bekend vanwege de 500 cc (tegenwoordig MotoGP) wegrace-motoren.
Modenas: Motosikal dan Enjin Nasional, later Perusahaan Otomobil Nasional Berhad. 
Modenas produceert auto's en lichte motorfietsen voor de binnenlandse markt. Het belangrijkste model is de 110 cc grote “Kriss”. Modenas werd in 1997 ineens bekend toen ze voor Kenny Roberts de Modenas KR 3 500 cc driecilinder wegracer bouwde. Modenas is voor 19 % eigendom van Kawasaki Heavy Industries, voor 55 % van de DRB-Hicom-groep, ook de Maleisische regering en de Nissho Iwai Corporation Japan hebben een vinger in de pap.
Het raceteam heet tegenwoordig Proton, naar de grootste sponsor, een Maleisische autofabriek (PeRusahaan OTOmobil Nasional Berhad).